# Langtang South
Langtang South è una delle diciassette aree a governo locale (local government areas) in cui è suddiviso lo Stato di Plateau, nella Repubblica Federale della Nigeria.
Si estende su una superficie di 838 km² e conta una popolazione di 106.305 abitanti.